# 円山川 (札幌市)
円山川（まるやまかわ）は、北海道札幌市中央区を流れる新川水系界川支流の河川である。円山の西の麓を流れ、円山公園の池に流れ込む。長さ約4km。

## 地理
北海道札幌市の中心部より南西方向にある藻岩山付近の中央区円山西町に源を発し北に流れる。円山の西の裾、札幌市円山動物園の裏を流れ、そのまま円山の裾をなぞるように北に回りこむ。それから北に転じて円山公園に入り公園内の池に注ぐ。以降暗渠として地下に入り、界川に合流する。
上流部は山林、中流域は住宅地で、下流域が円山、動物園、公園である。暗渠に入る手前には、土砂を地下に流さないための沈砂池（ちんさち）が設置されている。

## 歴史
アイヌ語での川の名は「ヨコ・ウㇱ・ペッ」(いつも獲物を狙う川)。
明治時代に川の流域に円山養樹園という試験林が置かれたため、養樹園沢と呼ばれた時期があった。
円山川の流路は21世紀となってもほとんど変わっていないが、下流では道路などへの転化のため暗渠化が進み琴似川の一部と界川の下流、そして円山川の円山公園より下流部分が暗渠となり地下を流れる川に変わった。地図上では円山川は公園内で終わるような表示となっている。

## 河川施設
- 円山川沈砂池